# Michael B. Jordan
Michael Bakari Jordan (* 9. února 1987, Santa Ana, Kalifornie, Spojené státy americké) je americký herec. Nejvíc se proslavil rolemi ve filmech a seriálech Světla páteční noci, The Wire – Špína Baltimoru, All My Children, Kronika, Famílie. V roce 2013 hrál ve kritikou uznávaném filmu Fruitvale. V roce 2014 se objevil ve filmu (Ne)zadaní, po boku Zaca Efrona a Milese Tellera. Zahrál si Lidskou pochodeň ve filmu Fantastická čtyřka. V roce 2018 hrál ve filmu Black Panther.

## Životopis
Narodil se v Santa Aně v Kalifornii, je synem Donny (rozené Davis), která pracuje na umělecké škole a Michaela A. Jordana, dodavatel jídla. Má starší sestru Jamilu, která pracuje v produkci a mladšího bratra Khalida, který hraje fotbal za Howard University. První dva roky strávil v Kalifornii, poté se jeho rodina přestěhovala do Newarku v New Jersey.

## Kariéra
V roce 1999 se objevil v jedné epizodě v seriálech Cosby Show a Rodina Sopránů. První role ve filmu přišla s filmem Hardball v roce 2001, po boku Keana Reevese. Více pozornosti získal s rolí Wallace v první sérii seriálu stanice HBO The Wire – Špína Baltimoru. V březnu 2003 se připojil k obsazení seriálu All My Children, kde hrál Reggieho Portera, problémového teenagera až do června 2006.
Dále se objevil v seriálech Kriminálka Las Vegas, Odložené případy, Beze stopy, Status: Nežádoucí a Dr. House. V roce 2009 vystupoval v dramatu stanice NBC Světla páteční noci. O rok později získal vedlejší roli v seriálu stanice NBC Famílie.
V roce 2012 se objevil ve filmech Red Tails a Kronika. V roce 2013 hrál Oscara Granta ve filmu Fruitvale. Se Zacem Efronem a Milesem Tellerem se objevil ve filmu (Ne)zadaní. V dubnu 2013 se připojil k obsazení filmu Pretenders. V roce 2014 vystoupil v roli Human Torche (Lidské pochodně) ve filmu Fantastická čtyřka. V červenci 2013 bylo oznámeno, že získal roli syna Apolla Creeda ve spin-offu Creed. Ten měl premiéru v roce 2015.
Potřetí bude spolupracovat s Ryanem Cooglerem na filmu nazvaném Wrong Answer, inspirované skandálem na Atlantských školách. Ve filmu Just Mercy bude hrát Bryana Stevensona. Objeví se ve druhém remaku filmu Aféra Thomase Crowna. Po čtvrté bude pracovat s Cooglerem na marvelovském filmu Black Panther. V roce 2016 vystoupil v reklamě pro Apple. V roce 2017 oznámilo studioWarner Bros., že bude hrát mladší verzi Morpheuse v prequelu Matrixu. V lednu 2018 hrál po boku Michaela Shannona a Sofii Boutelly v televizním filmu 451 stupňů Fahrenheita.

## Filmografie

### Film
| Rok  | Název                              | Role                         | Poznámky |
| ---- | ---------------------------------- | ---------------------------- | --- |
| 1999 | Černá a bílá                       | Teenager                     | |
| 2001 | Hardball                           | Jamal                        | |
| 2007 | Blackout                           | C.J.                         | |
| 2009 | Pastor Brown                       | Tariq Brown                  | |
| 2012 | Red Tails                          | Maurice 'Bumps' Wilson       | |
| 2012 | Kronika                            | Steve Montgomery             | |
| 2013 | Fruitvale                          | Oscar Grant                  | Hollywood Film Awards v kategorii Hollywood Spotlight Award Gotham Award v kategorii Objev roku National Board of Review of Motion Pictures v kategorii Objev roku Satellite Awards v kategorii Objev roku Santa Barbara International Film Festival v kategorii Virtuoso Award Nominace - Detroit Film Critics Society v kategorii Objev roku Nominace - Phoenix Film Critics Society v kategorii Objev roku na kameře Nominace - St. Louis Gateway Film Critics Association v kategorii Nejlepší herec Nominace - Independent Spirit Awards v kategorii Nejlepší herec Nominace - Black Reel Awards v kategorii Nejlepší herec Nominace - NAACP Image Award v kategorii Nejlepší herec ve filmu |
| 2013 | Liga spravedlivých: Záchrana světa | Victor Stone / Cyborg (hlas) | |
| 2014 | (Ne)zadaní                         | Mikey                        | |
| 2015 | Fantastická čtyřka                 | Lidská pochodeň              | Nominace - Zlatá malina - Nejhorší tým na plátně |
| 2015 | Creed                              | Adonis Creed                 | African-American Film Critics Association v kategorii Objev roku Boston Online Film Critics Association v kategorii Nejlepší herec NAACP Image Awards v kategorii Nejlepší herec ve filmu Black Reel Awards v kategorii Nejlepší herec National Society of Film Critics v kategorii Nejlepší herec čeká se - Teen Choice Awards v kategorii Nejlepší herec v dramatickém filmu Nominace - Online Film Critics Society v kategorii Nejlepší herec Nominace - Austin Film Critics Association v kategorii Nejlepší herec Nominace - Las Vegas Film Critics Society v kategorii Nejlepší herec Nominace - Empire Awards v kategorii Nejlepší herec Nominace - MTV Movie Awards v kategorii Nejlepší herec |
| 2018 | Black Panther                      | Erik Killmonger              | Black Reel Awards v kategorii nejlepší mužský herecký výkon ve vedlejší roli Image Awards v kategorii nejlepší mužský herecký výkon ve vedlejší roli (film) MTV Movie & TV Awards v kategorii nejlepší zloduch Oklahoma Film Critics Circle Awards v kategorii nejlepší mužský herecký výkon ve vedlejší roli Online Film Critics Society Awards v kategorii nejlepší mužský herecký výkon ve vedlejší roli San Francisco Film Critics Circle Awards v kategorii nejlepší mužský herecký výkon ve vedlejší roli Seattle Film Critics Society Awards v kategorii zloduch roku Cena Sdružení filmových a televizních herců v kategorii nejlepší obsazení (drama) Teen Choice Awards v kategorii nejoblíbenější zloduch 2. místo – North Texas Film Critics Association Awards v kategorii nejlepší mužský herecký výkon ve vedlejší roli 2. místo – Toronto Film Critics Association Awards v kategorii nejlepší mužský herecký výkon ve vedlejší roli nominace – Alliance of Women Film Journalists EDA Awards v kategorii nejlepší mužský herecký výkon ve vedlejší roli nominace – Austin Film Critics Association Awards v kategorii nejlepší mužský herecký výkon ve vedlejší roli nominace – BET Awards v kategorii nejlepší herec nominace – Cena Saturn v kategorii nejlepší mužský herecký výkon ve vedlejší roli nominace – Critics' Choice Movie Awards v kategorii nejlepší mužský herecký výkon ve vedlejší roli nominace – Central Ohio Film Critics Association Awards v kategorii nejlepší mužský herecký výkon ve vedlejší roli nominace – Dallas-Fort Worth Film Critics Association Awards v kategorii nejlepší mužský herecký výkon ve vedlejší roli nominace – Denver Film Critics Society Awards v kategorii nejlepší mužský herecký výkon ve vedlejší roli nominace – Dorian Awards v kategorii v kategorii nejlepší mužský herecký výkon ve vedlejší roli nominace – Gold Derby Awards v kategorii nejlepší obsazení nominace – Houston Film Critics Society Awards v kategorii nejlepší mužský herecký výkon ve vedlejší roli nominace – Chicago Film Critics Association Awards v kategorii nejlepší mužský herecký výkon ve vedlejší roli nominace – Chicago Independent Film Critics Circle Awards v kategorii nejlepší mužský herecký výkon ve vedlejší roli nominace – Iowa Film Critics Awards v kategorii nejlepší mužský herecký výkon ve vedlejší roli nominace – London Critics Circle Film Awards v kategorii nejlepší mužský herecký výkon ve vedlejší roli nominace – North Carolina Film Critics Association Awards v kategorii nejlepší mužský herecký výkon ve vedlejší roli nominace – Online Film & Television Association Awards v kategorii nejlepší obsazení nominace – Phoenix Critics Circle Awards v kategorii nejlepší mužský herecký výkon ve vedlejší roli nominace – Phoenix Film Critics Society Awards v kategorii objev roku nominace – Seattle Film Critics Society Awards v kategorii nejlepší mužský herecký výkon ve vedlejší roli nominace – St. Louis Film Critics Association Awards v kategorii nejlepší mužský herecký výkon ve vedlejší roli nominace – Washington D.C. Area Film Critics Association Awards v kategorii nejlepší mužský herecký výkon ve vedlejší roli |
| 2018 | Kin                                | Uklízeč                      | Cameo |
| 2018 | Creed II                           | Adonis Creed                 | Ocenění Cinema Vanguard Award na Mezinárodním filmovém festivalu v Santa Barbaře nominace – Black Reel Awards v kategorii nejlepší mužský herecký výkon v hlavní roli nominace – Image Awards v kategorii nejlepší mužský herecký výkon v hlavní roli |
| 2019 | Obhájce nevinných                  | Bryan Stevenson              | také producent |
| 2021 | Tom Clancy: Bez výčitek            | John Clark                   | také producent |
| 2021 | Space Jam: Nový začátek            | sám sebe                     | cameo |
| 2021 | Deník mému synovi                  | Charles Monroe King          | také producent |
| 2022 | Black Panther: Wakanda nechť žije  | Erik "Killmonger" Stevens    | cameo |
| 2023 | Creed III                          | Adonis Creed                 | také režisér a producent |
| 2025 | Hříšníci                           | Elijah Smoke / Elias Smoke   | postprodukce |

### Televize
| Rok       | Název                            | Role                                      | Poznámky |
| --------- | -------------------------------- | ----------------------------------------- | --- |
| 1999      | Rodina Sopránů                   | dítě v lunaparku                          | díl: „Jen se tak trochu napít“ |
| 1999      | Cosby Show                       | Mike                                      | díl: „The Vesey Method“ |
| 2002      | The Wire – Špína Baltimoru       | Wallace                                   | 13 dílů |
| 2003–2006 | All My Children                  | Reggie Porter Montgomery                  | Nominace - Soap Opera Digest Award v kategorii Nejoblíbenější puberťák Nominace - NAACP Image Award v kategorii Nejoblíbenější herec v denním dramatickém seriálu (2005,06, 07) |
| 2006      | Kriminálka Las Vegas             | Morris                                    | díl: „Černý výlep“ |
| 2006      | Beze stopy                       | Jesse Lewis                               | díl: „Ticho před bouří“ |
| 2007      | Odložené případy                 | Michael Carter                            | díl: „Zázračné dítě“ |
| 2009      | Status: Nežádoucí                | Corey Jensen                              | díl: „Ohnivá pastt“ |
| 2009      | Sběratelé kostí                  | Perry Wilson                              | díl: „Zázračné dítě“ |
| 2009      | The Assistants                   | Nate Warren                               | 13 dílů |
| 2009–2011 | Světla páteční noci              | Vince Howard                              | 26 dílů Nominace - EWwy Awards v kategorii Nejlepší herec ve vedlejší roli v dramatickém seriálu                                                                                |
| 2010      | Zákon a pořádek: Zločinné úmysly | Danny Ford                                | díl: „Špatná společnost“ |
| 2010      | Anatomie lží                     | Key                                       | 2 díly |
| 2010–2011 | Famílie                          | Alex                                      | 16 dílů |
| 2012      | Dr. House                        | Will Westwood                             | díl: „Láska je slepá“ |
| 2012      | County                           | Travis Hancock                            | Nevysílaný televizní pilot |
| 2014      | Kruťárny                         | Host                                      | díl: „Michael B. Jordan“ |
| 2014      | The Boondocks                    | Flizzy (hlas)                             | díl: „Pretty Boy Flizzy“ |
| 2015      | Running Wild with Bear Grylls    | Host                                      | díl: „Michael B. Jordan“ |
| 2018      | 451 stupňů Fahrenheita           | Guy Montag                                | TV film Black Reel Awards v kategorii nejlepší mužský herecký výkon v TV filmu/limitovaném seriálu                                                                              |
| 2019      | Fantastická výchova              | Mark Reese                                | díl: „ČÁST 101: Jak vychovávat superhrdinu?“ také výkonný producent |
| 2019      | gen:LOCK                         | Julian Chase (hlas)                       | internetový seriál, také výkonný producent |
| 2021      | What If...?                      | N'Jadaka/Erik „Killmonger“ Stevens (hlas) | |

### Video hra
| Rok  | Název                | Role                          | Poznámky |
| ---- | -------------------- | ----------------------------- | -------- |
| 2011 | Gears of War 3       | Jace Stratton (hlas)          |          |
| 2016 | NBA 2K17             | Justice Young/Sám sebe (hlas) |          |
| 2017 | Wilson's Heart       | Kurt Mosby (hlas)             |          |
| 2018 | Creed: Rise to Glory | Adonis Creed                  |          |

### Hudební video
| Rok  | Název         | Umělec              | Poznámky |
| ---- | ------------- | ------------------- | -------- |
| 2017 | „Family Feud“ | Jay-Z feat. Beyoncé |          |